# 米澤茜
米澤茜（よねざわ あかね、1998年〈平成10年〉12月31日 - ）は、日本のドラマー、声優。

## 来歴
あばぬん名義でTRY TRY NIICHEのドラムスを担当していた。
2023年にメディアミックスプロジェクト『BanG Dream!』の祐天寺にゃむ役で声優デビューする。同プロジェクトではバンド活動も行い、「Ave Mujica」のドラム担当として活動している。アニメの演奏シーン制作時のCGモーションキャプチャ収録は通常声優(兼演奏担当)とは別の専門アクターが行うが、Ave Mujicaのドラムについては米澤がモーションアクトまで担当している。
2024年11月30日付けでプラチナムピクセルを円満退所し、独立した。

## 人物
- 利き腕は元々左利きであったが、ドラムで鍛えた為に、現在は両利きである。
- 血液型はA型[2]、身長は160cm[2]。
- 趣味はドラム、料理、アニメ鑑賞で、ドラムは歌いながら叩くのが得意。
- 好きな料理は辛い料理。

## 出演
太字はメインキャラクター。

### テレビアニメ
- BanG Dream! シリーズ（2023年 - 2025年、祐天寺にゃむ - 2シリーズ[一覧 1]）

### ゲーム
- PROGRESS ORDERS（2025年、マグレット[3]）

### シリーズ一覧
1. ↑  『It's MyGO!!!!!』（2023年）、『Ave Mujica』（2025年）